# Akcent (rumänische Band)
Akcent ist eine rumänische Boygroup aus Bukarest, Rumänien im Bereich der Dance-, Pop- und House-Musik. International bekannt wurde die Gruppe mit Liedern wie Kylie, My Passion und Angel, welche auch in Deutschland erfolgreich wurden. Seit 2013 tritt unter dem Namen Akcent nur noch der Gründer Adrian Sînă auf.

## Bandgeschichte
Akcent wurde 1999 von dem Radio-DJ Adrian Sînă zunächst als Duo gegründet. Zusammen mit der Sängerin Ramona Barta veröffentlichte er 2000 das Debütalbum Senzația. Die daraus ausgekoppelte Single „Ultima vară“ entwickelte sich in Rumänien zu einem der größten Hits des Jahres.
2001 wurde aus Akcent eine vierköpfige Boygroup. Neue Mitglieder der Band wurden Marius Nedelcu, Mihai Gruia und Sorin Ștefan Brotnei. Erste gemeinsame Aufnahme war die Single Ți-am promis und 2002 erschien unter dem Titel În culori das erste Album in der neuen Besetzung. Weitere Alben folgten 2003, 2004 und 2005.
Der internationale Durchbruch gelang der Band 2005 mit dem Song Dragoste de închiriat. Der Track wurde unter dem Titel Kylie, eine Hommage an Kylie Minogue, neu aufgenommen und erreichte im November 2005 die Single-Charts zahlreicher europäischer Länder, darunter auch die Deutschland, Niederlande und Frankreich.

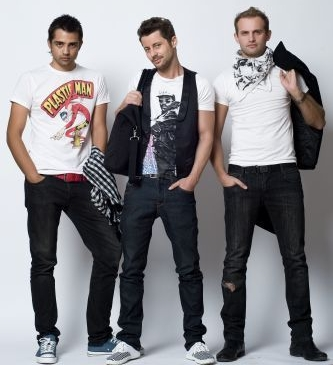
Akcent 2008

2006 machten Akcent beim rumänischen Vorentscheid für den Eurovision Song Contest mit und belegten mit dem Song Jokero den zweiten Platz hinter Mihai Trăistariu. Jokero konnte an den Erfolg von Kylie anschließen. Das Lied wurde ebenfalls ein Nummer-eins-Hit in Osteuropa und konnte auch die Top 100 in Schweden und Niederlande erreichen.
Im April 2008 verließ Marius Nedelcu die Band.
Im Sommer 2009 landeten Akcent mit der von Edward Maya produzierten Single That’s My Name einen Nummer-1-Sommer-Hit in Rumänien, Bulgarien, Griechenland, Türkei, Polen und anderen Ländern. Aufgrund des markanten Akkordeon-Parts wurde das Lied häufig mit dem derzeit ebenfalls sehr erfolgreichen Lied Stereo Love, von ihrem Produzenten Edward Maya verglichen. Auch die kurz darauf veröffentlichten Lieder My Passion und Angel konnten Top-10-Platzierungen erreichen. Das Lied Love Stoned, auch bekannt als How Deep Is Your Love wurde vom deutschen Plattenlabel Kontor Records veröffentlicht, wodurch sie sich ein weiteres Mal einen Namen im deutschsprachigen Raum Europas machten.
Im August 2013 verließen Mihai Gruia und Sorin Stefan Brotnei die Band. Somit führt Adrian Sînă das Projekt allein weiter. Als Akcent blieb er bis heute dem ursprünglichen Stil treu. Ein weiteres Album wurde nicht veröffentlicht. Im Jahre 2014 konnte Sînă den Erfolg mit den Liedern Kamelia und Faina aufrechterhalten.

## Diskografie

### Alben
- 2009: Senzația
- 2002: În culori
- 2003: 100 BPM
- 2004: Poveste de viață
- 2005: S.O.S.
- 2006: French Kiss with Kylie
- 2007: King of Disco
- 2009: Fără Lacrimi
- 2014: Around the World

### Singles
- 2005: Kylie
- 2005: Jokero
- 2005: French Kiss
- 2006: Phone Sex
- 2007: King of Disco
- 2007: Let’s Talk About It
- 2008: Umbrela Ta
- 2008: Stay with Me
- 2008: On and On
- 2009: That’s My Name
- 2009: Next to Me
- 2010: Love Stoned
- 2010: Spanish Lover (feat. Dollarman)
- 2010: My Passion
- 2011: Feelings on Fire (feat. Ruxandra Bar)
- 2011: I’m Sorry
- 2012: Back to Me (feat. Diana Hetea)
- 2012: Chimie între noi
- 2013: Arde ceva
- 2013: Boracay (feat. Sandra N.)
- 2013: Lacrimi Curg
- 2014: Kamelia (feat. Lidia Buble & DDY Nunes)
- 2014: Faina (feat. Liv)
- 2016: Push (feat. Amira)
- 2016: Yalla Habibti (feat. Theea)
- 2016: Lasă-mă așa (feat. Lora)
- 2016: Rain (feat. Reea)
- 2016: Amor Gitana (feat. Sandra N)
- 2017: Gold (feat. Amira)
- 2017: Să mă saruti (feat. Sandra N & Ackym)
- 2017: HeadShot (feat. Pack The Arcade, Kief Brown & Mr. Vik)